# Камен дел (хижа)
„Камен дел“ е туристическа хижа, намираща се в местността Пожара в планината Витоша. Построена е през 1935 година с помощта на жители на тогавашното село Бояна и читалище „Виделина“.

## Изходни пунктове
- местността Златните мостове (последна спирка на автобус № 63) – 1 ч
- квартал Бояна – 2 часа
- лифтова станция Бай Кръстьо – 1 час и 30 минути

## Съседни туристически обекти
- хижа Есперанто – 20 минути
- хижа Момина скала – 20 минути
- хижа Тинтява – 20 минути
- заслон Кикиш – 20 минути
- Боянски водопад – 40 минути